# Potowomut
Potowomut – obecnie nazwa półwyspu, ale także osiedla w Warwick, Rhode Island. Od strony południowo-zachodniej graniczy z East Greenwich, z pozostałych stron ma dostęp do zatoki Narragansett. Od Warwick oddziela je zatoka Greenwich, odnoga zatoki Narragansett.
Nazwa miejsca oznacza w języku Indian Narragansett "krainę ognia".

## Historia
Potowomut został założony jako wieś w Warwick Township w hrabstwie Kent. Był enklawą do czasu powstania lądowego połączenia z resztą Warwick.
Pierwsi biali osadnicy, prowadzeni przez Jamesa Greene, pojawili się w okolicy w 1680 roku i osiedli w nad rzeką nazwaną Greene's River. Syn Jamesa, Jabez, zbudował w tym miejscu tamę i młyn. Jego potomkowie zbudowali w tym miejscu kuźnię, która mieści się przy Old Forge Road. Rodzina Greene hodowała w tym miejscu bydło i uprawiała rośliny na paszę, które potem były transportowane przez zatokę Greenwich na nabrzeże w Apponaug. Po śmierci Jamesa cały majątek przeszedł na syna Richarda, który jednak, żyjąc rozrzutnie, popadł w długi i  stracił go.
W Potowomut w 1742 przyszedł na świat Nathanael Greene, generał Armii Kontynentalnej.

## Położenie
Aby dotrzeć do Potowomut lądem należy wyjechać z Warwick i skierować się na US Route 1 (Post Road), a następnie wjeżdżając do East Greenwich kierować się na Forge Road.

## Atrakcje turystyczne
W Potowomut można zobaczyć Goddard Memorial State Park, w którym można skorzystać z:
- dziewięciodołkowego pola golfowego zaprojektowanego przez Donalda Rossa
- stadniny koni, w której można wypożyczyć wierzchowca do przejażdżki
- plaży z kąpieliskiem i basenami oraz miejscami do opalania
- karuzeli